# Świerczów (Opole)
Świerczów (Duits: Schwirz) is een dorp in het Poolse woiwodschap Opole, in het district Namysłowski. De plaats maakt deel uit van de gemeente Świerczów.